# French Open 1997
Die 96. French Open 1997 fanden vom 26. Mai bis zum 8. Juni 1997 in Paris im Stade Roland Garros statt.
Es nahmen in der Hauptrunde jeweils 128 Herren und Damen an den Einzelwettbewerben teil.
Titelverteidiger im Einzel waren Jewgeni Kafelnikow bei den Herren sowie Steffi Graf bei den Damen. Im Herrendoppel waren ebenfalls Jewgeni Kafelnikow sowie Daniel Vacek, im Damendoppel Lindsay Davenport und Mary Joe Fernández die Titelverteidiger. Patricia Tarabini und Javier Frana waren die Titelverteidiger im Mixed.
Im Herreneinzel gewann der ungesetzte Gustavo Kuerten seinen ersten Grand-Slam-Titel. Im Dameneinzel siegte Iva Majoli gegen Martina Hingis und fügte dieser damit die einzige Niederlage bei einem Grand-Slam-Turnier dieses Jahres zu. Im Herrendoppel verteidigten Kafelnikow und Vacek ihren Titel, im Damendoppel eroberten Gigi Fernández und Natallja Swerawa ihren 1996 verloren Titel wieder zurück. Im Mixed gewannen Rika Hiraki und Mahesh Bhupathi.

## Herreneinzel

### Setzliste
| Nr. | Spieler            | Erreichte Runde |
| --- | ------------------ | --------------- |
| 01. | Pete Sampras       | 3. Runde        |
| 02. | Michael Chang      | Achtelfinale    |
| 03. | Jewgeni Kafelnikow | Viertelfinale   |
| 04. | Goran Ivanišević   | 1. Runde        |
| 05. | Thomas Muster      | 3. Runde        |
| 06. | Richard Krajicek   | 3. Runde        |
| 07. | Marcelo Ríos       | Achtelfinale    |
| 08. | Àlex Corretja      | Achtelfinale    |

| Nr. | Spieler             | Erreichte Runde |
| --- | ------------------- | --------------- |
| 09. | Carlos Moyá         | 2. Runde        |
| 10. | Félix Mantilla      | 2. Runde        |
| 11. | Albert Costa        | 3. Runde        |
| 12. | Alberto Berasategui | 1. Runde        |
| 13. | Wayne Ferreira      | 3. Runde        |
| 14. | Tim Henman          | 1. Runde        |
| 15. | Marc Rosset         | Achtelfinale    |
| 16. | Sergi Bruguera      | Finale          |

## Dameneinzel

### Setzliste
| Nr. | Spielerin               | Erreichte Runde |
| --- | ----------------------- | --------------- |
| 01. | Martina Hingis          | Finale          |
| 02. | Steffi Graf             | Viertelfinale   |
| 03. | Monica Seles            | Halbfinale      |
| 04. | Jana Novotná            | 3. Runde        |
| 05. | Lindsay Davenport       | Achtelfinale    |
| 06. | Arantxa Sánchez Vicario | Viertelfinale   |
| 07. | Conchita Martínez       | Achtelfinale    |
| 08. | Anke Huber              | 1. Runde        |

| Nr. | Spielerin               | Erreichte Runde |
| --- | ----------------------- | --------------- |
| 09. | Iva Majoli              | Sieg            |
| 10. | Mary Pierce             | Achtelfinale    |
| 11. | Amanda Coetzer          | Halbfinale      |
| 12. | Mary Joe Fernández      | Viertelfinale   |
| 13. | Irina Spîrlea           | Achtelfinale    |
| 14. | Brenda Schultz-McCarthy | 3. Runde        |
| 15. | Karina Habšudová        | 3. Runde        |
| 16. | Barbara Paulus          | Achtelfinale    |

## Herrendoppel

### Setzliste
| Nr. | Paarung                          | Erreichte Runde |
| --- | -------------------------------- | --------------- |
| 01. | Mark Woodforde Todd Woodbridge   | Finale          |
| 02. | Jacco Eltingh Paul Haarhuis      | Halbfinale      |
| 03. | Mark Knowles Daniel Nestor       | 2. Runde        |
| 04. | Jewgeni Kafelnikow Daniel Vacek  | Sieg            |
| 05. | Sébastien Lareau Alex O’Brien    | 2. Runde        |
| 06. | Ellis Ferreira Patrick Galbraith | 2. Runde        |
| 07. | Rick Leach Jonathan Stark        | Viertelfinale   |
| 08. | Luis Lobo Javier Sánchez         | 2. Runde        |

| Nr. | Paarung                           | Erreichte Runde |
| --- | --------------------------------- | --------------- |
| 09. | Jonas Björkman Nicklas Kulti      | 2. Runde        |
| 10. | Mark Philippoussis Patrick Rafter | Achtelfinale    |
| 11. | Martin Damm Andrei Olchowski      | 2. Runde        |
| 12. | Sandon Stolle Cyril Suk           | 1. Runde        |
| 13. | Neil Broad Piet Norval            | 2. Runde        |
| 14. | Donald Johnson Francisco Montana  | 1. Runde        |
| 15. | Libor Pimek Byron Talbot          | 1. Runde        |
| 16. | Trevor Kronemann David Macpherson | 2. Runde        |

## Damendoppel

### Setzliste
| Nr. | Paarung                                | Erreichte Runde |
| --- | -------------------------------------- | --------------- |
| 01. | Gigi Fernández Natallja Swerawa        | Sieg            |
| 02. | Lindsay Davenport Jana Novotná         | Achtelfinale    |
| 03. | Martina Hingis Arantxa Sánchez Vicario | Halbfinale      |
| 04. | Larisa Neiland Helena Suková           | Viertelfinale   |
| 05. | Mary Joe Fernández Lisa Raymond        | Finale          |
| 06. | Nicole Arendt Manon Bollegraf          | Viertelfinale   |
| 07. | Yayuk Basuki Caroline Vis              | Viertelfinale   |
| 08. | Alexandra Fusai Nathalie Tauziat       | Halbfinale      |

| Nr. | Paarung                             | Erreichte Runde |
| --- | ----------------------------------- | --------------- |
| 09. | Katrina Adams Lori McNeil           | 2. Runde        |
| 10. | Conchita Martínez Patricia Tarabini | Viertelfinale   |
| 11. | Naoko Kijimuta Nana Miyagi          | Achtelfinale    |
| 12. | Sabine Appelmans Miriam Oremans     | 1. Runde        |
| 13. | Amy Frazier Kimberly Po             | 2. Runde        |
| 14. | Kristie Boogert Irina Spîrlea       | 2. Runde        |
| 15. | Anna Kurnikowa Jelena Lichowzewa    | Achtelfinale    |
| 16. | Ruxandra Dragomir Iva Majoli        | Achtelfinale    |

## Mixed

### Setzliste
| Nr. | Paarung                             | Erreichte Runde |
| --- | ----------------------------------- | --------------- |
| 01. | Patrick Galbraith Lisa Raymond      | Finale          |
| 02. | Andrei Olchowski Larisa Neiland     | 2. Runde        |
| 03. | Rick Leach Manon Bollegraf          | Halbfinale      |
| 04. | Cyril Suk Helena Suková             | Halbfinale      |
| 05. | Byron Talbot Caroline Vis           | 2. Runde        |
| 06. | David Adams Alexandra Fusai         | Achtelfinale    |
| 07. | Piet Norval Brenda Schultz-McCarthy | Viertelfinale   |
| 08. | Ellis Ferreira Debbie Graham        | Achtelfinale    |

| Nr. | Paarung                           | Erreichte Runde |
| --- | --------------------------------- | --------------- |
| 09. | Mark Knowles Anna Kurnikowa       | Viertelfinale   |
| 10. | Donald Johnson Irina Spîrlea      | 2. Runde        |
| 11. | Menno Oosting Kristie Boogert     | 2. Runde        |
| 12. | Libor Pimek Rita Grande           | Achtelfinale    |
| 13. | Hendrik Jan Davids Miriam Oremans | Viertelfinale   |
| 14. | Jeff Tarango Jelena Lichowzewa    | 2. Runde        |
| 15. | Pablo Albano Mercedes Paz         | Achtelfinale    |
| 16. | Mahesh Bhupathi Rika Hiraki       | Sieg            |